# Лигдэн-хан
Лигдэн-хан (Линдан Багатур-тайджи; монг. Лигдэн хаан; 1588/92—1634) — прямой потомок Чингисхана, монгольский хан из династии Северная Юань (1603—1634), старший сын Мангус-тайджи и внук монгольского Буян-Сэцэн-хана.

## Биография
Поскольку его отец скончался рано, Лигдэн-хан был избран дедом Буян-Сэцэн-ханом своим преемником и в 1603 году после его смерти стал новым ханом Чахарского ханства и великим ханом династии Северная Юань. Лигдэн разделил чахарский тумен на правое и левое крыло. В начале своего правления Лигдэн-хан пользовался лояльностью и уважением других монгольских туменов. Три тумена из правого крыла признавали свою вассальную зависимость от Лигдэн-хана. В союзе с князьями Южной Халхи (Баарин и Джаруд) Лигдэн-хан совершил успешный поход на Минский Китай.
С 1612 года монгольские княжества Хорчин и Джаруд стали ориентироваться в своей политике на усиливавшихся маньчжуров. Надеясь укрепить свою власть над монгольскими княжествами, Лигдэн-хан переехал в буддийский центр Монголии — Чахар, где объявил себя религиозным и политическим лидером всей Монголии. В 1618 году Китай заключил союзный договор с Лигдэном, который в обмен на денежные субсидии обязался защищать северные китайские границы от нападений маньчжур. В 1620 году Лигдэн-хан и маньчжурский хан Нурхаци разорвали отношения. Большинство южно-монгольских княжеств перешли на сторону Нурхаци. В 1624 году Нурхаци был заключен договор «о союзе и дружбе» с княжеством Хорчин, а затем в 1626—1627 годах — с княжествами Джаруд, Баарин, Аохан и Найман. В 1624 году Лигдэн-хан предпринял карательный поход против княжества Хорчин, но был вынужден отступить при приближении маньчжурского войска, присланного Нурхаци на помощь южно-монгольским князьям.
В 1627 году южно-монгольские княжества подняли восстание против верховной власти Лигдэн-хана. Мятежные князья выступили против Лигдэн, но потерпели поражение в битве при Жаочене, однако и сам чахарский хан потерял в сражении десять тысяч воинов. Когда китайский император отказался платить субсидии, Лигдэн-хан совершил военный рейд на северные китайские земли, вынудив Пекин продлить договор и увеличить ему выплаты. Пять монгольских княжеств объединили свои военные силы для совместной борьбы против Лигдэн-хана. Они умертвили четыре тысячи чахарцев в Хух-Хото и три тысячи чахарцев, которые были отправлены за выплатами от китайского правительства. Осенью 1628 года преемник Нурхаци, император Абахай начал активные военные действия против Чахарского ханства. На стороне маньчжуров выступали и войска ряда южно-монгольских и восточномонгольских княжеств: Хорчин, Харчин, Баарин, Чжуруд, Найман и Аохан. В апреле 1629 года Абахай издал указ всем монгольским князьям, вступившим в союз с маньчжурским правителем. В указе четко определялись обязанности монголов не только в период боевых действий против Чахарского ханства, но и в дальнейшем — в вооруженной борьбе против Минского Китая. Маньчжурскому императору понадобилось еще несколько лет, чтобы благодаря огромному превосходству в силах разгромить Чахарское ханство, которое стало буквально распадаться на части. Князья ряда хошунов Чахара, уделов Лигдэн-хана, стали один за другим «добровольно» переходить в подданство к маньчжурам. В 1632—1634 годах большая часть территории Чахарского ханства была захвачена маньчжуро-монгольскими войсками. Лигдан-хан бежал в Ордос, но потерпел поражение и в сентябре 1634 года скончался от оспы в Ганьсу, отступая в Кукунор.
К 1636 году последние силы сопротивления Чахарского ханства, группировавшиеся вокруг малолетнего сына Лигдан-хана, Эджей, были подавлены, после чего большинство князей Южной и Восточной Монголии признали вассальную зависимость от маньчжурского императора и стали именоваться его «внешними вассалами». В апреле 1636 года съезд сорока девяти южно-монгольских и восточномонгольских князей из княжеств Хорчин, Джалайт, Горлос, Харчин, Тумэт, Аохан, Найман, Баарин, Оннют и Чжаруд возвел маньчжурского императора Абахая на великоханский престол с титулом Богдохан и, таким образом, оформил подчинение Южной и Восточной Монголии маньчжурам. Лигдэн-хан оставил двух сыновей — Эрхэ-Хоногора и Абунай-Цинвана.